# Ben Davies (fotbollsspelare född 1995)
Ben Davies, född 1 februari 1995 i Barrow-in-Furness, England, är en engelsk fotbollsspelare som spelar för Birmingham City, på lån från skotska Rangers.

## Karriär
Den 1 februari 2021 värvades Davies av Liverpool, där han skrev på ett långtidskontrakt. Den 16 augusti 2021 lånades Davies ut till Sheffield United på ett säsongslån.
Den 19 juli 2022 skrev Davies på ett fyraårskontrakt med skotska Rangers. Den 25 augusti 2024 lånades han ut till League One-klubben Birmingham City på ett säsongslån.